# Sindromul picioarelor neliniștite
Sindromul picioarelor neliniștite (restless legs syndrome - RLS sau sindromul Wittmaack–Ekbom) este o afecțiune neurologică ce se caracterizează prin dorința permanentă de a-ți mișca picioarele, mai ales în momentele de relaxare și spre orele nopții, alături de furnicături și mâncărimi în partea inferioară a acestora (rar durere). Deși în mod normal afectează membrele inferioare, ea se poate manifesta și la nivelul mâinilor sau a trunchiului. Mișcarea părților corpului implicate furnizează o alinare temporară.
Care anume este cauza acestei boli este greu de spus (în peste 60% din cazuri ea fiind transmisibilă genetic), însă monitorizarea activității cerebrale a persoanelor ce suferă de RLS, precum și rezultatele autopsiilor efectuate după moartea unora dintre ei, au dus la corelarea sindromului cu un nivel scăzut de dopamină.
Dacă avem de-a face cu tipologia celui care nu are încredere decât în terapiile medicamentoase, atunci schema terapeutică în cazul sindromului Wittmaack-Ekbom implică utilizarea agoniștilor dopaminergici: 
- Requip®, Rolpryna® (ropinirolum) a fost aprobat în 2005 SUA de către FDA (Food and Drug Administration) pentru tratamentul RLS, după ce cu aproape 10 ani în urmă fusese introdus în terapeutica bolii Parkinson

- Mirapexin®, Ritmorest®, Sifrol®, Axalanz® (pramipexolum) au primit recomandare pozitivă din partea EMA (European Medicine Agency) pentru aceleași indicații terapeutice

- Neupro® (rotigotinum) a fost aprobat în 2007 de către EMA nu doar pentru stadiile avansate ale bolii Parkinson, ci și pentru RLS